# Publieke seks

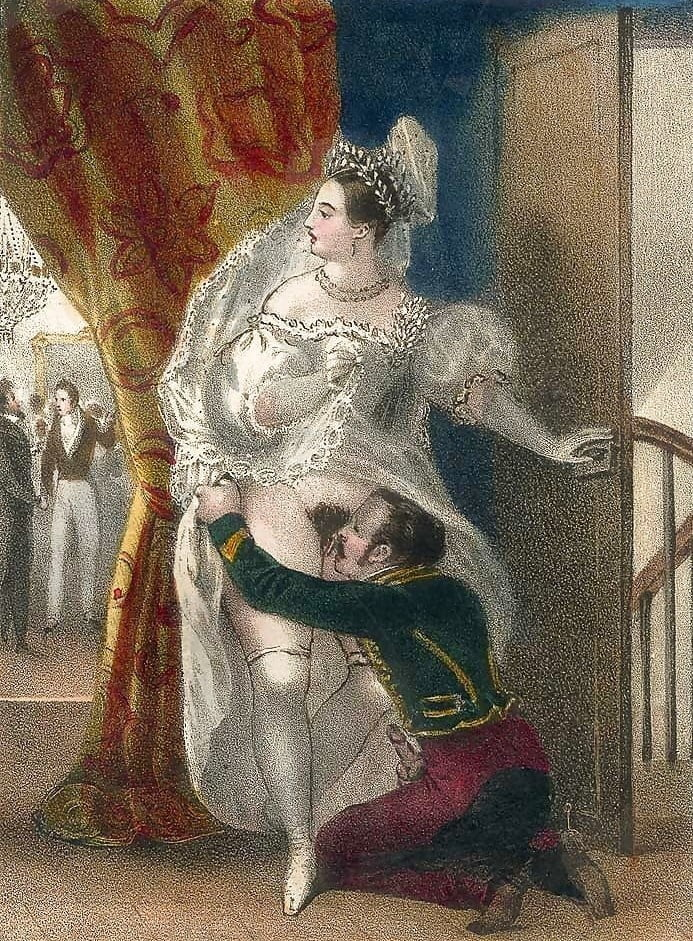
Een artistieke afbeelding waarop een dame cunnilingus ontvangt, terwijl een fatsoenlijk feestje op de achtergrond in volle gang is (illustratie Achille Devéria)

Publieke seks is het verrichten van seksuele handelingen in de publieke ruimte. Dit kan zowel in een gebouw als in de buitenlucht zijn.

## Confrontatie
Omdat plaatsen buiten privéruimten ook door andere mensen bezocht (kunnen) worden, is er altijd confrontatie mogelijk. Voor zowel de toeschouwer als degene die seks bedrijft, kan dit onwenselijk zijn. Dit risico kan echter ook nou juist gewenste spanning opleveren. Voorbeelden van situaties:
- ver weg bij andere mensen vandaan om niet opgemerkt te worden, zoals in de vrije natuur of op een (afgelegen) strand
- nabij andere mensen, maar met enige afscherming, bijvoorbeeld in een afgesloten openbaar toilet, een treincoupé of -toilet, een vliegtuigtoilet ('Mile High Club') of in het kleedhokje van een zwembad
- tijdens het zwemmen in (troebel) water
- in een auto ('cardate')
- in een niet-afgesloten ruimte, met de spanning om mogelijk betrapt te worden, bijvoorbeeld een steeg of in een hoekje van een dansruimte
- als opzettelijke confrontatie (exhibitionisme)

Soms verzamelen mensen zich ergens als groep om seks met elkaar te bedrijven (groepsseks) of ze spreken af elkaar te ontmoeten. Dit kan bijvoorbeeld na een afspraak op internet (onlinedating) of door seks te hebben met vreemden die men ter plaatse ontmoet (cruisen). Soms is er ook sprake van prostitutie. Vaak staan bepaalde plaatsen zoals parken, bossen, natuurgebieden, stranden en verzorgingsplaatsen aan snelwegen bekend als seksuele ontmoetingsplaatsen.

## Consequenties
Publieke seks kan ergernis opwekken, vooral wanneer dit op vaste plaatsen geschiedt en omwonenden hier overlast door ervaren. Deze overlast kan bestaan uit het af en aan lopen van op seks beluste mensen, het ongewenst aangesproken worden door opgewonden seksgangers, geconfronteerd worden met de seks zelf (vooral wanneer kinderen dit kunnen zien), en weggegooide gebruikte condooms of andere rommel. Toeristenoorden zijn bijvoorbeeld niet gecharmeerd van personen die in het openbaar seks hebben omdat ze immers voor iedereen aantrekkelijk willen zijn. Zo kwam Barcelona bijvoorbeeld negatief in het nieuws toen wereldwijd foto's circuleerden van prostituees die hun klanten op straat tussen de pilaren van de historische Boqueria-markt afwerkten. Vaak wordt het op afgelegen plaatsen oogluikend toegestaan.
Het hebben van seks in het openbaar kan strafbaar zijn onder noemers als 'naaktlopen', 'naaktrecreatie', 'ongepast gedrag in het openbaar'. De politie is er meestal te laat bij om overtreders daadwerkelijk te beboeten. Het gedrag wordt op bepaalde locaties oogluikend getolereerd. Er wordt wel harder opgetreden wanneer de seks plaatsvindt op een veelbezochte locatie waar men er aanstoot aan kan nemen, zoals een steeg in een toeristenstad. Boetes van enkele honderden euro's zijn dan geen uitzondering. In landen waar strenge religieuze normen gelden, bijvoorbeeld bepaalde emiraten van de VAE, kunnen gevangenisstraffen worden uitgedeeld aan betrapte in het openbaar seksende koppels.

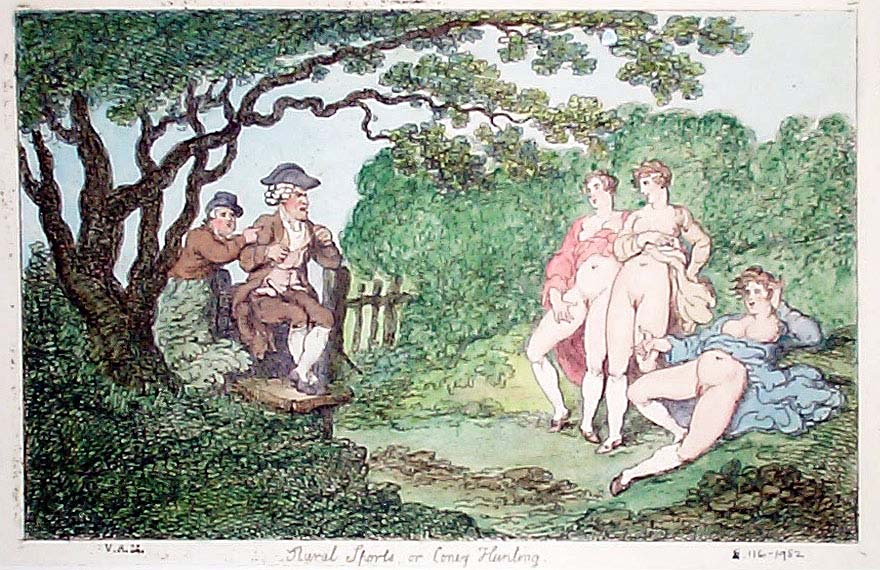
Drie vrouwen worden betrapt (karikatuur van Thomas Rowlandson)